# Multicanal (Argentina)
Multicanal fue una empresa proveedora de televisión por suscripción y de Internet de la Argentina que perteneció al Grupo Clarín y operó en Argentina, Brasil, Ecuador, Paraguay y Uruguay. Ofrecía un paquete analógico básico de 75 canales y un paquete digital con más de 107 canales.

## Historia

### Comienzos de Multicanal
El 1 de noviembre de 1992, Multicanal se creó por la fusión de Video Cable Privado (VCP) con Buenos Aires Cable (BAC) de Alejandro Romay. Tenía cuatro canales propios cada uno: Metropolitan (teatro), Chiquicable (infantiles), Multicine (cine de Hollywood) y Multiserie (series de televisión). En la primera mitad de los años 2000, Multicanal empezó a perder terreno ante Cablevisión, Telered, Telecentro y DirecTV. El 3 de enero de 2007, se fusionó totalmente con Cablevisión, compañía que anteriormente fuese su principal competidora.

## Canales propios
Multicanal contó con diversos canales propios que se emitían en forma exclusiva. 

### Canal 13
Canal 13 (Multicanal), que emitía noticias, deportes, entretenimiento, interés general, debates, series, películas, telenovelas y dibujos animados. De lunes a viernes su transmisión empezaba a las 5:55 (hora local) y finalizaba a las 1:30 (hora local).

### Canal 16
Canal 16 (Multicanal), transmitía en directo el Boxeo nacional e internacional denominado Boxeo de Primera en forma exclusiva los días sábados a las 23:30 (hora local). También se transmitía los partidos de la Copa Libertadores, Copa UEFA (hoy UEFA Europa League), Abierto de Lyon, NBA y las carreras de la Fórmula 3000.

### Canal 20
Canal 20 (Multicanal), fue el primer canal en transmitir en directo la Primera B Metropolitana con relatos y comentarios de Cristian Garófalo, Darío Villarruel y las notas de Andrés Zapponi y la Liga Argentina de Vóley en forma exclusiva con relatos y comentarios de José Montesano y Quique Edelstein, que luego pasaría a las pantallas de TyC Sports y TyC Max, con el nombre de "Voley en Vivo" y posteriormente como "Voley Argentino". También emitía en directo los partidos de los equipos argentinos en la Copa Libertadores, con relatos de Jorge Arcapalo, comentarios de Leopoldo Jacinto Luque y notas de Oscar Martínez.

### Nuestro Canal
Hoy denominado Ciudad Magazine.

### Multideporte
Era un canal de televisión por suscripción que transmitía  las 24 horas en forma ininterrumpida los 365 días del año los 7 días de la semana. En este canal se transmitía los programas deportivos en forma grabada o en vivo, así como también transmitía los eventos deportivos nacionales e internacionales ya sea en directo o en diferido.

### Cine Click
Era un canal de televisión por suscripción que pasaba películas durante las 24 horas en forma ininterrumpida. También solía pasar infomerciales con transmisiones de lunes a domingo de 08:00 a 11:00 (UTC-3) con 180 minutos de duración. Regresó en febrero de 2012 como parte de la fusión de Multicanal con Cablevisión.

### Fútbol en Vivo
Dedicada a la transmisión en directo de partidos vibrantes de la Primera División y la Primera B Nacional en forma exclusiva, ya que las señales de TyC Sports, poseen la exclusividad de la Primera B Metropolitana y de la Primera C.

### Multicanal a su Servicio
Era un canal que emitía adelantos de la programación de Multicanal en cada canal y horarios.

## Canciones
- «Yo me quedo con vos» (de Gustavo "Cucho" Parisi de Los Auténticos Decadentes, 2003)[3]
- «No puedo vivir sin vos» (de Guillermo Novellis de La Mosca Tsé-Tsé, 2004)[4]
- «Enciendes mi emoción» (de Alejandro Lerner, 2005)

## Patrocinios
- Club Estudiantes de La Plata
- Racing Club
- Club Atlético Central Córdoba (Rosario)
- Club 24 de Setiembre de Valle Pucú (Areguá)
- Club Guaraní
- Club Sportivo Luqueño
- Club Pilcomayo FBC
- Tacuarembó Fútbol Club
- Racing Club de Montevideo
- Danubio Fútbol Club
- Defensor Sporting

## Fusión con Cablevisión
En enero de 2007, inició un proceso de fusión con Cablevisión y en agosto de 2007 lanzó su servicio de televisión digital en Buenos Aires, Gran Buenos Aires, La Plata y Córdoba, cuyo paquete de entrada es el paquete básico (75 canales), y un paquete adicional con 107 canales (50 canales varios, 50 canales de audio y 7 radios).
El 21 de junio de 2007, Multicanal fue absorbida y sus operaciones fueron tomadas por Cablevisión.
En diciembre de 2007, la Comisión Nacional de Defensa de la Competencia aprobó la fusión entre Multicanal y Cablevisión
El 3 de septiembre de 2009 el entonces Comité Federal de Radiodifusión (COMFER) denegó la fusión de Cablevisión y Multicanal, pues infringiría el régimen de multiplicidad de licencias establecido en la Ley 22285.